# Markneukirchen
Markneukirchen (vogtländisch Neikirng) ist eine Stadt im sächsischen Vogtlandkreis. Sie  liegt im Elstergebirge zwischen dem Erzgebirge und dem Fichtelgebirge und ist einer der Hauptorte des Musikwinkels. Die vier Gemeindeteile Erlbach, Eubabrunn, Gopplasgrün und Wernitzgrün sind jeweils staatlich anerkannter Luftkurort in Sachsen.

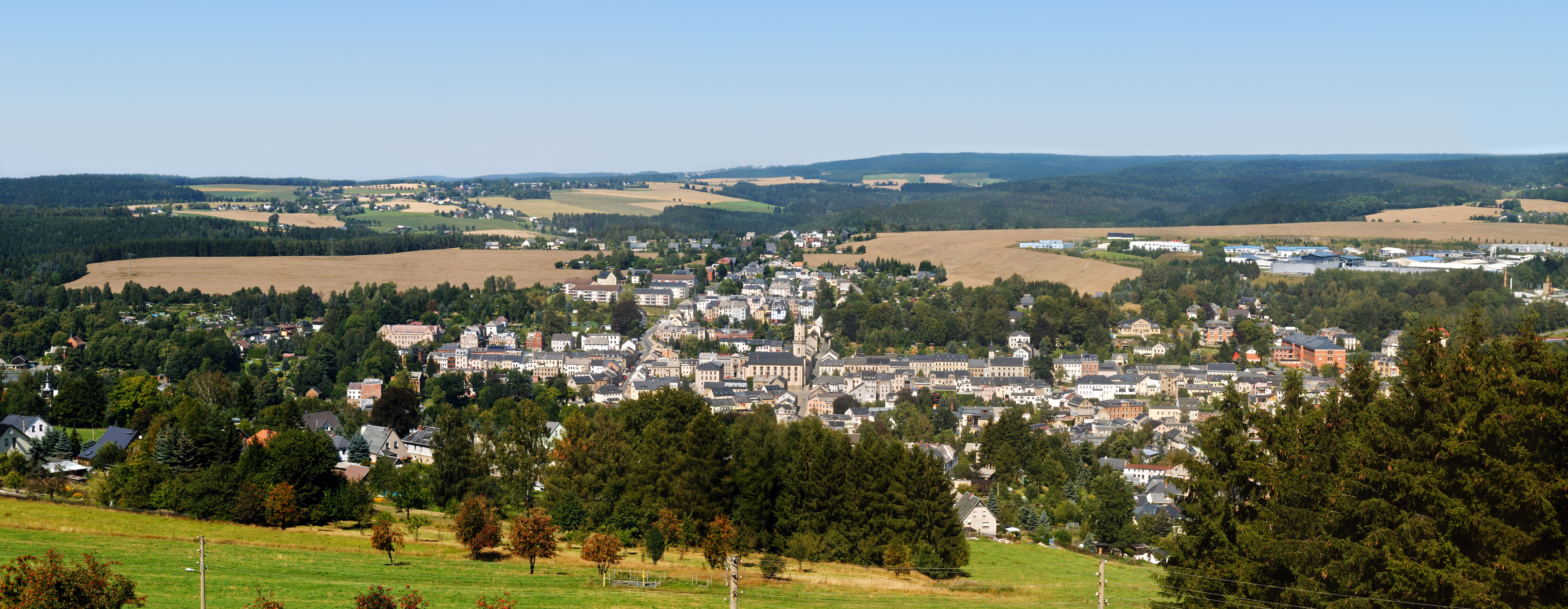
Markneukirchen

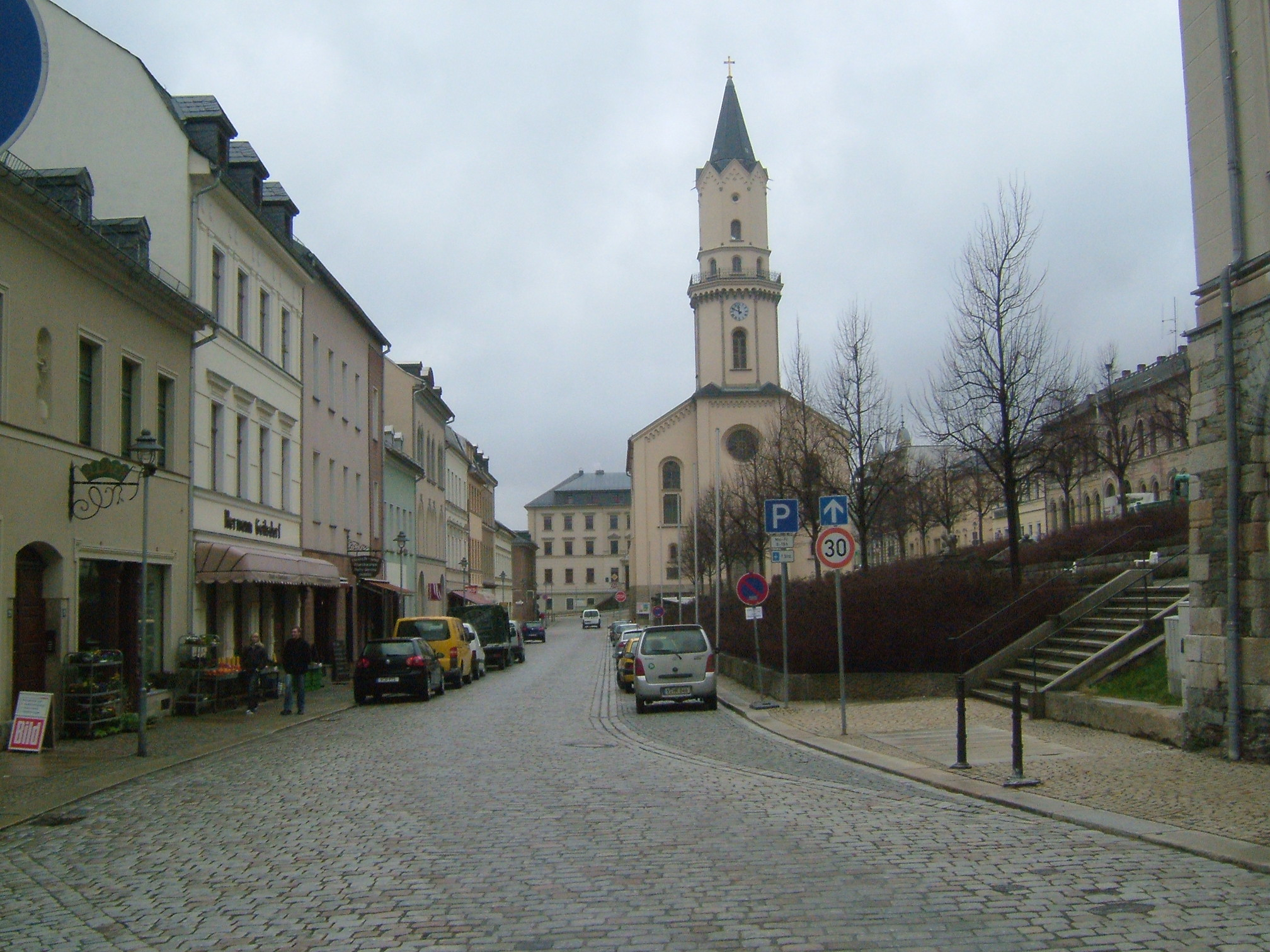
Zentrum

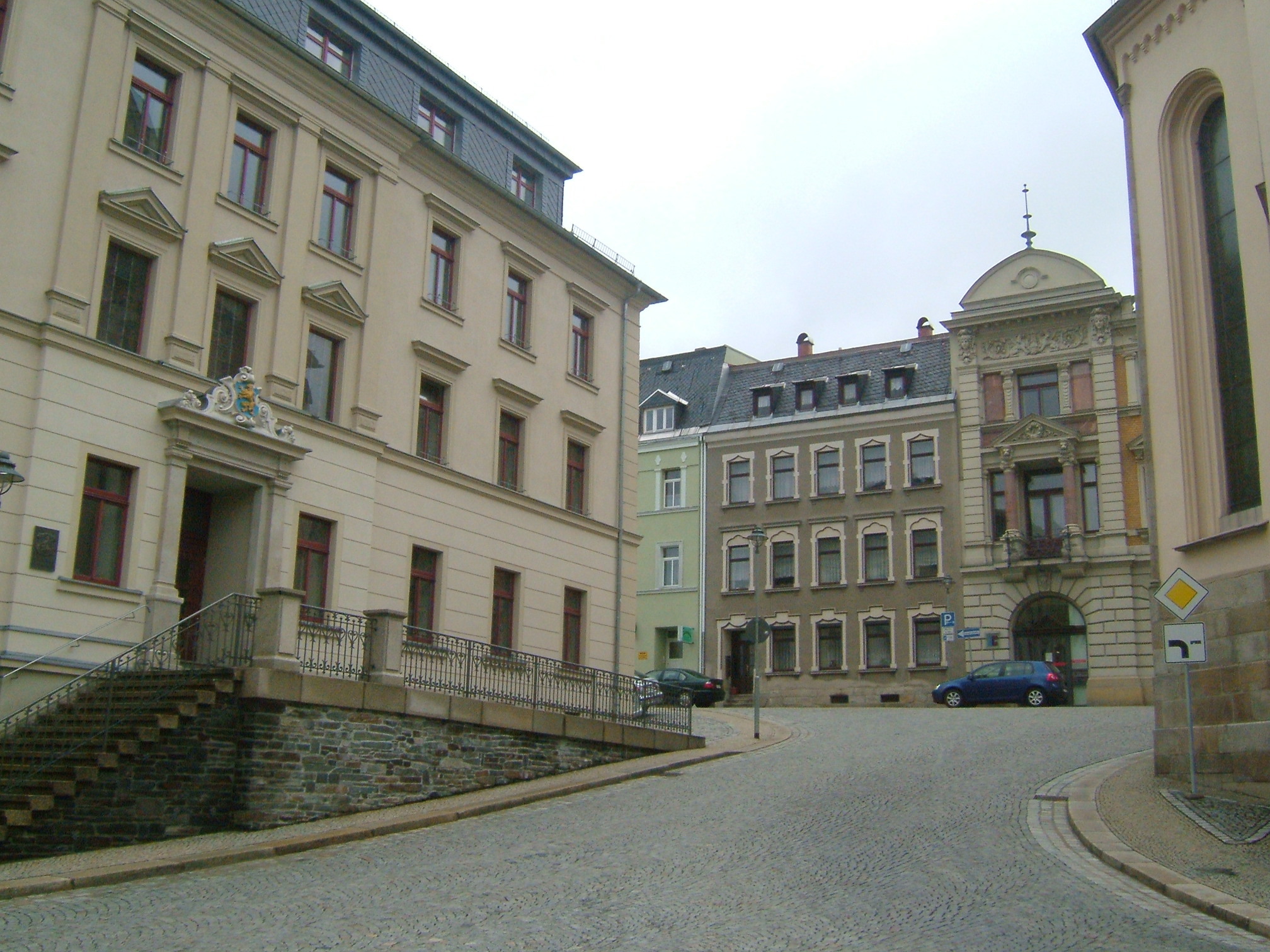
Rathaus (links) und Gebäude der Sparkasse

## Geographie

### Geographische Lage
Markneukirchen liegt als eine der südlichsten sächsischen Städte im oberen Vogtland. Die Gemarkung der Gemeinde grenzt im Osten an die Tschechische Republik. Beiderseits des Schwarzbaches, eines rechten Nebenflusses der Weißen Elster und dessen Nebentälern breiten sich die Stadt und ihre zugehörige Flur über die nördlichen und südlichen Bergrücken aus. Südlich der Stadt liegen oberhalb bzw. abseits des Schwarzbachtals die Ortsteile Schönlind, Landwüst und Wernitzgrün. Das gesamte Stadtgebiet wird von Elsterzuflüssen entwässert. Es liegt in einer Höhe zwischen 468 m im Ortsteil Siebenbrunn und 803 m am Hohen Brand.

### Nachbargemeinden
| Gemeinde Mühlental im Vogtlandkreis               | Stadt Schöneck im Vogtlandkreis             | Stadt Klingenthal im Vogtlandkreis |
| Stadt Adorf und Stadt Bad Elster im Vogtlandkreis | Kompassrose, die auf Nachbargemeinden zeigt | Graslitz im Bezirk Falkenau        |
|                                                   | Gemeinde Bad Brambach im Vogtlandkreis      | Schönbach im Bezirk Eger           |

### Stadtgliederung
Zur Stadt Markneukirchen gehören die Ortsteile:
- Breitenfeld mit Bernitzgrün
- Erlbach mit Kegel und Hetzschen
- Eubabrunn
- Gopplasgrün
- Landesgemeinde
- Landwüst
- Schönlind
- Siebenbrunn mit Sträßel
- Wernitzgrün
- Wohlhausen mit Friebus

### Klima
Das Klima der Gegend ist der Höhenlage entsprechend kühl. Die mittlere Jahrestemperatur liegt bei 6°, die Niederschlagsmenge bei rund 700 mm.

## Geschichte

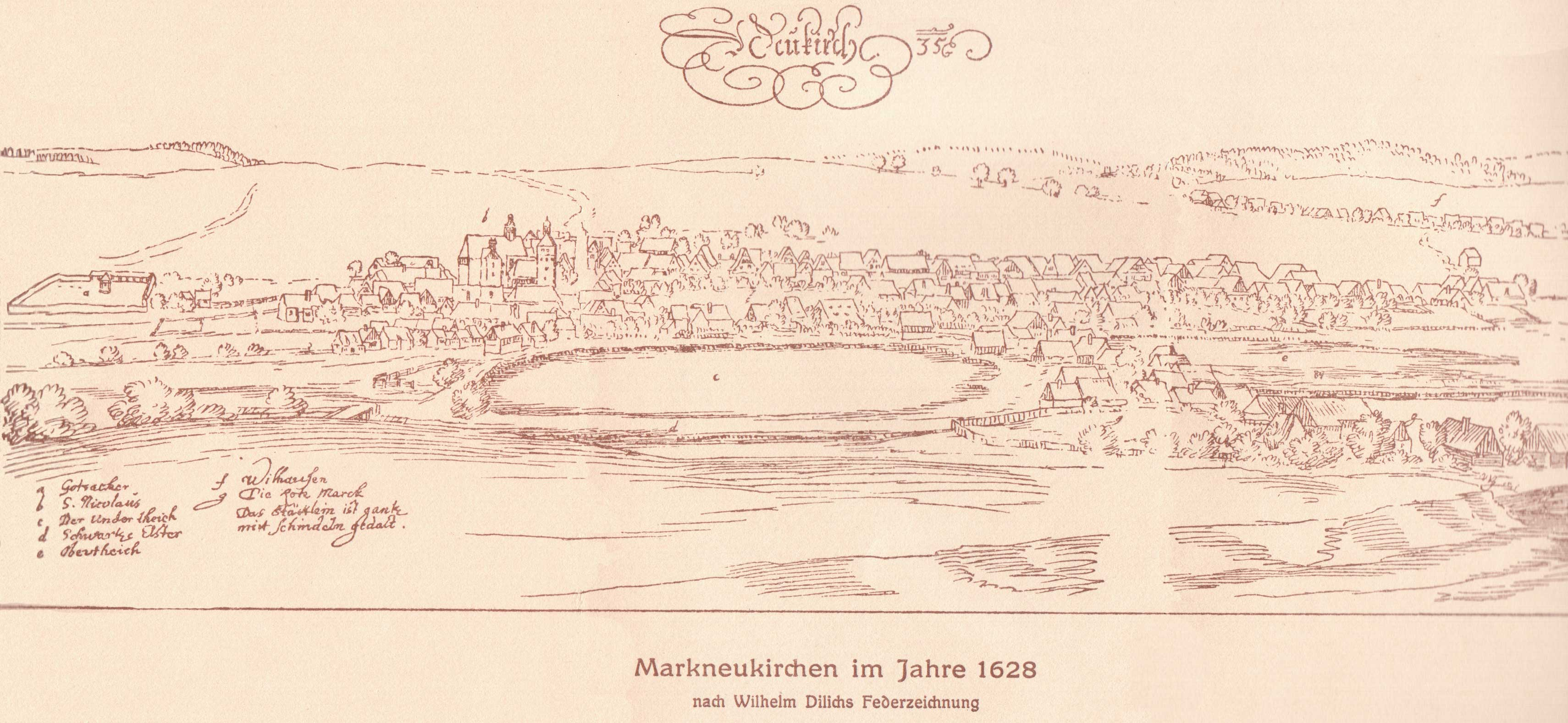
Markneukirchen 1628 nach einer Federzeichnung von Wilhelm Dilich

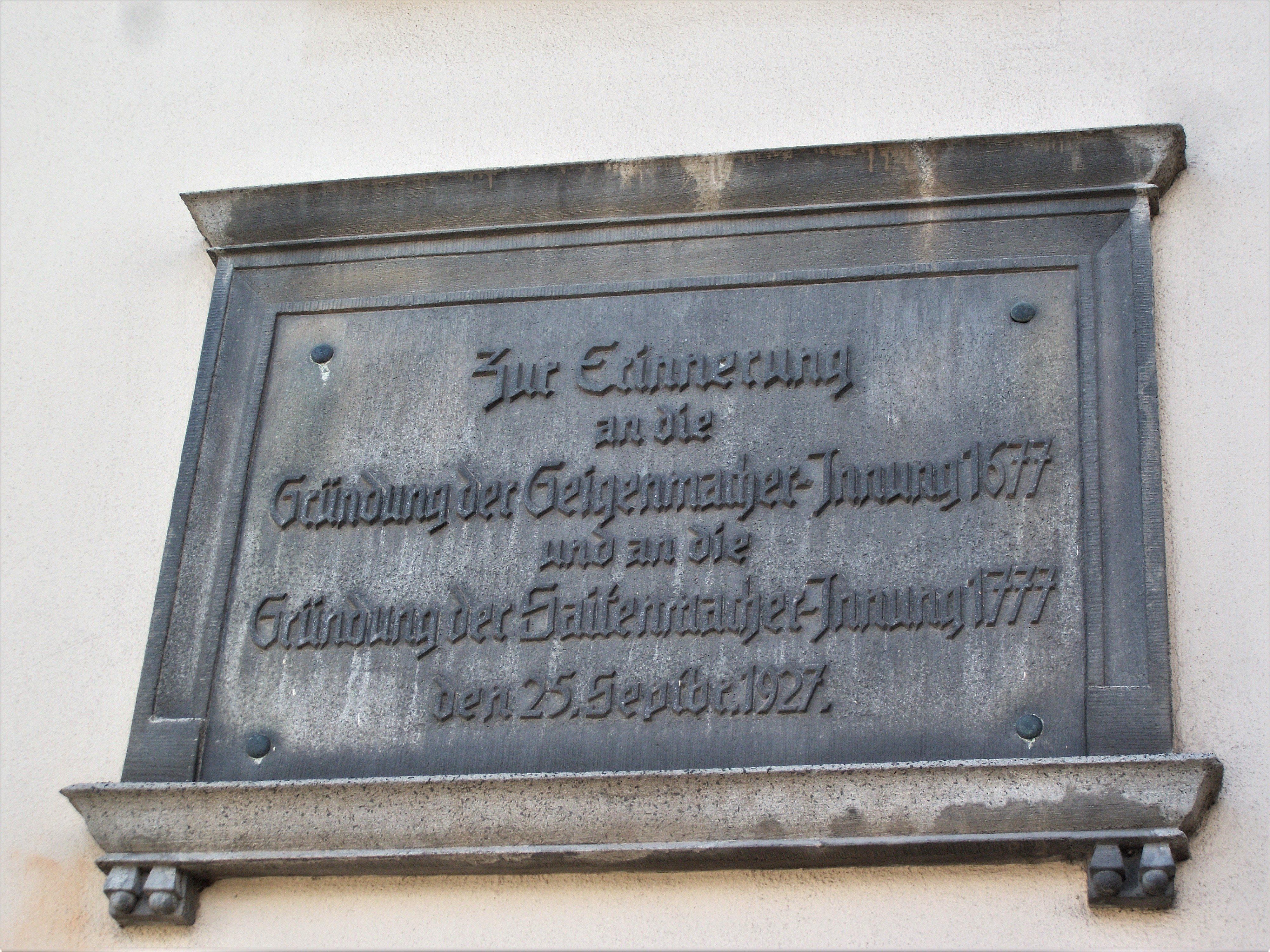
St. Nicolai (Markneukirchen), Gedenktafel Musikinstrumentenbau

Das im 13. Jahrhundert gegründete Siedlerdorf Nothaft erhielt zunächst seinen Namen nach einem egerländischen Rittergeschlecht – Albertus Nothaft de Wildstein (siehe auch Familie Notthafft) führte als Lokator bayerische/oberpfälzische Siedler in dieses Gebiet. Und auch in einer Urkunde aus dem Jahre 1378 wurde dieser Name erwähnt (Nuwenkirchen dictum Nothaft). Um 1274 erschien erstmals der Ortsname Neukirchen, zurückgehend auf die Gründung einer Kirche, in einer Urkunde des Klosters Waldsassen, in der ein Chunradus de Newenkirchen erwähnt wurde, wahrscheinlich der Inhaber des örtlichen Rittersitzes.
1357 (Nuenkirchin) und 1360 (stat) erschien der Ort bereits als Markt mit den gleichen Rechten wie die wohl älteren Nachbarstädte Adorf und Oelsnitz. Gründer des Marktes waren die Vögte von Plauen (wohl Heinrich der Ältere oder Heinrich der Lange), die durch eine planmäßige Städtepolitik eine Festigung ihrer Macht gegenüber den Wettinern erreichen wollten. Von 1657 bis 1718 lag Markneukirchen im albertinischen Sekundogeniturfürstentum Sachsen-Zeitz.
Gegen Ende des Dreißigjährigen Krieges erfolgte im Zuge der Gegenreformation der Zuzug böhmischer Exulanten aus Glaubensgründen nach Markneukirchen. Unter ihnen waren auch 12 Geigenmacher aus Graslitz. 1677 vereinigten sich diese Meister zur ersten Geigenmacherinnung Deutschlands. Damit begann die Tradition des Musikinstrumentenbaus in Markneukirchen. Wurden bis dahin nur Geigen hergestellt, folgten nach 1700 Werkstätten für alle Arten von Orchesterinstrumenten. 1777 gründete sich eine Saitenmacherinnung, 1797 schlossen sich die Waldhorn- und Pfeifenmacher zur Musikalischen Instrumentenmachergesellschaft zusammen. Die Bedeutung von Markneukirchen als Zentrum der vogtländischen Musikinstrumentenindustrie mit weitreichenden Exportbeziehungen wird dadurch unterstrichen, dass von 1893 bis 1916 die USA hier eine Konsularagentur unterhielten. In Markneukirchen war im 19. Jahrhundert die Geigenbauerfamilie Heberlein ansässig, die sich zum Teil auch dem Gitarren- und Lautenbau widmete. In der ersten Hälfte des 19. Jahrhunderts etablierte sich auch der Markneukirchener Zupfinstrumentenbau. Um das Jahr 1900 stammten etwa 50 % der weltweiten Instrumenten- und Bestandteilproduktion aus Markneukirchen und Umgebung. Für einen Anteil von 80 %, von dem mitunter zu lesen ist, gibt es keine nachprüfbaren Belege.
In der Nacht vom 22. zum 23. April 1840 fielen mit den öffentlichen Gebäuden 171 Wohnhäuser, 140 Scheunen und 258 Seiten- und Hintergebäude einem furchtbaren Brand zum Opfer. Mehr als die Hälfte der Stadt – vor allem der älteste Teil – wurde vernichtet. Der Neuaufbau ging recht schnell vonstatten und veränderte das Ortsbild nachhaltig. Die Stadt wurde großzügig, aber vielfach auch nüchterner wieder aufgebaut, bot nun jedoch ausreichend Platz für das Wachstum der Bevölkerung und des Gewerbes.
Die heutige Schreibweise des Ortes geht auf das Jahr 1858 zurück, in dem die gängige Bezeichnung Markt Neukirchen unter Weglassung des t im Ortsnamen durch königlichen Beschluss aus Dresden auf Markneukirchen geändert wurde, um Verwechslungen mit anderen Neukirchen zu verhindern. Markneukirchen gehörte bis 1856 zum kursächsischen bzw. königlich-sächsischen Amt Voigtsberg, nach 1856 zum Gerichtsamt Markneukirchen und ab 1875 zur Amtshauptmannschaft Oelsnitz (ab 1939 „Landkreis Oelsnitz“).
Im Rahmen der Verwaltungsreform von 1952 kam die Stadt zusammen mit sieben anderen Gemeinden zum Kreis Klingenthal innerhalb des Bezirks Chemnitz, der von 1953 bis 1990 zum Bezirk Karl-Marx-Stadt wurde. Nach der Wiedervereinigung gehörte Markneukirchen zunächst weiter zum Landkreis Klingenthal innerhalb des Freistaates Sachsen. Seit dem verspäteten Vollzug der ersten sächsischen Landkreisreform im Vogtland, 1996, gehört die Stadt zum Vogtlandkreis.

### Religionen

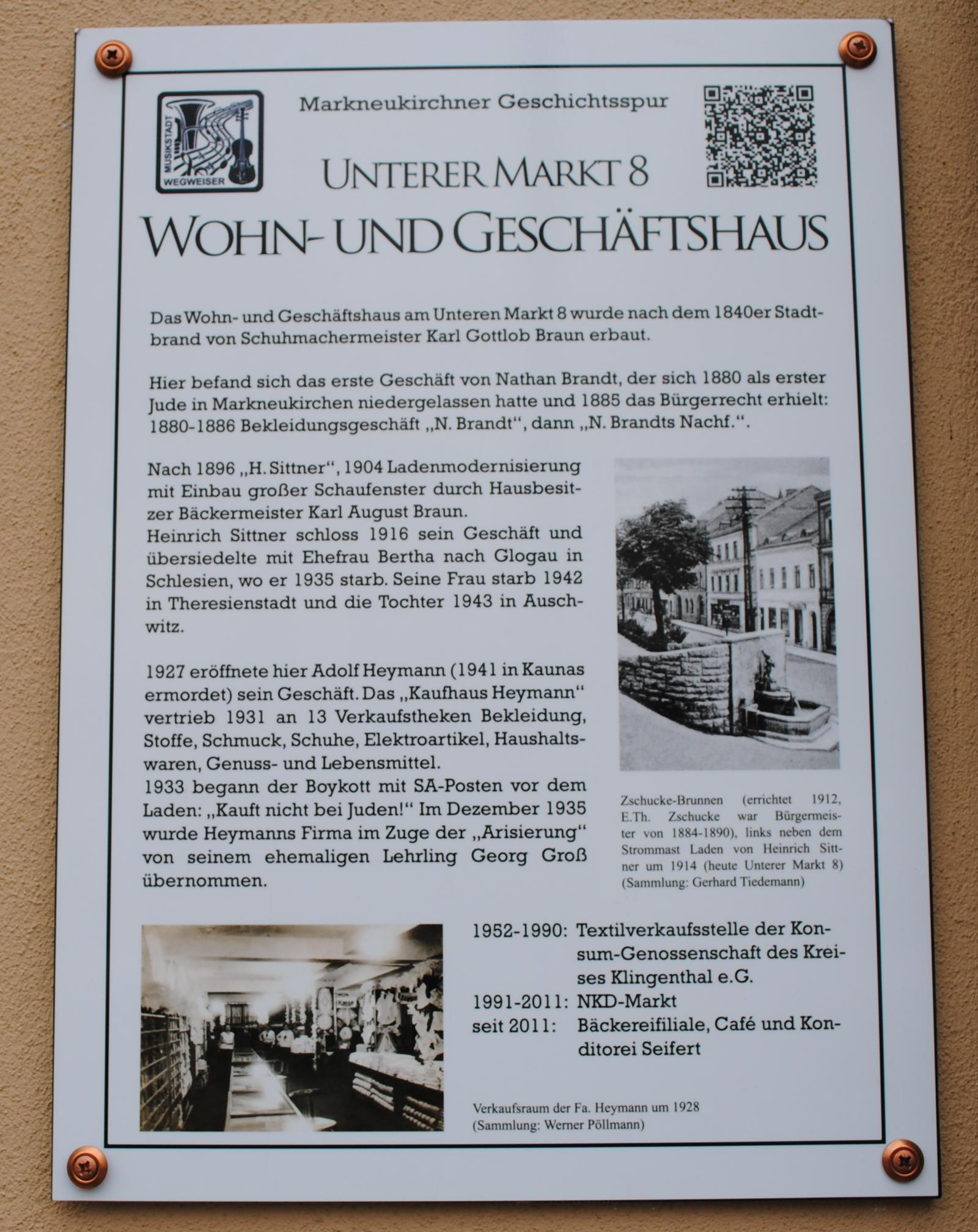
Gedenktafel an deportierten Juden

Am 20. Februar 2015 wurde an der unteren Marktstraße eine Gedenktafel für die deportierten Juden enthüllt.

### Eingemeindungen
| Ehemalige Gemeinde                | Datum      | Anmerkung                                         |
| --------------------------------- | ---------- | ------------------------------------------------- |
| Bernitzgrün                       | vor 1875   | Eingemeindung nach Breitenfeld                    |
| Breitenfeld                       | 01.03.1994 |                                                   |
| Erlbach (mit Hetzschen und Kegel) | 01.01.2014 |                                                   |
| Eubabrunn                         | 01.06.1936 | Eingemeindung nach Erlbach                        |
| Gopplasgrün                       | 01.06.1936 | Eingemeindung nach Erlbach                        |
| Landesgemeinde                    | 01.01.1908 | Umgliederung des Ortsteils von Zwota nach Erlbach |
| Landwüst                          | 01.01.1999 |                                                   |
| Schönlind                         | 01.07.1950 |                                                   |
| Siebenbrunn (mit Sträßel)         | 01.07.1950 |                                                   |
| Wernitzgrün                       | 01.01.1999 | Eingemeindung nach Erlbach                        |
| Wohlhausen (mit Friebus)          | 01.01.1994 |                                                   |

### Einwohnerentwicklung
Entwicklung der Einwohnerzahl:
| - 1796: (251 Häuser) - 1801: 1151 (261 Häuser) - 1815: 1602 - 1830: 1561 - 1834: 2330 - 1871: 4157 - 1890: 6652 - 1910: 8959 | - 1913: 9497 - 1919: 8261 - 1925: 8821 - 1939: 8303 - 1946: 8903 - 1960: 8776 - 1964: 8576 - 1971: 8264 | - 2003: 7196 - 2004: 7128 - 2007: 6828 - 2008: 6771 - 2010: 6581 - 2012: 6353 - 2013: 6271 - 2015: 7782 |

## Politik

### Stadtrat
Seit der Stadtratswahl am 9. Juni 2024 verteilen sich die 18 Sitze des Stadtrates folgendermaßen auf die einzelnen Gruppierungen:
- FWME: 6 Sitze
- AfD: 4 Sitze
- BfM: 4 Sitze
- CDU: 3 Sitze
- FDP: 1 Sitz

| Stadtrat ab 2024Insgesamt 18 Sitze - FWME: 6 - BfM: 4 - FDP: 1 - CDU: 3 - AfD: 4 | Wahlvorschlag             | 2024   | 2024   | 2019   | 2019   | 2014   | 2014   |
| Stadtrat ab 2024Insgesamt 18 Sitze - FWME: 6 - BfM: 4 - FDP: 1 - CDU: 3 - AfD: 4 | Wahlvorschlag             | Sitze  | in %   | Sitze  | in %   | Sitze  | in %   |
| Stadtrat ab 2024Insgesamt 18 Sitze - FWME: 6 - BfM: 4 - FDP: 1 - CDU: 3 - AfD: 4 | FW Markneukirchen/Erlbach | 6      | 34,2   | 7      | 35,4   | 6      | 30,6   |
| Stadtrat ab 2024Insgesamt 18 Sitze - FWME: 6 - BfM: 4 - FDP: 1 - CDU: 3 - AfD: 4 | AfD                       | 4      | 23,2   | 3      | 18,9   | –      | –      |
| Stadtrat ab 2024Insgesamt 18 Sitze - FWME: 6 - BfM: 4 - FDP: 1 - CDU: 3 - AfD: 4 | Bürger für Markneukirchen | 4      | 22,1   | –      | –      | –      | –      |
| Stadtrat ab 2024Insgesamt 18 Sitze - FWME: 6 - BfM: 4 - FDP: 1 - CDU: 3 - AfD: 4 | CDU                       | 3      | 17,6   | 5      | 28,1   | 8      | 43,8   |
| Stadtrat ab 2024Insgesamt 18 Sitze - FWME: 6 - BfM: 4 - FDP: 1 - CDU: 3 - AfD: 4 | FDP                       | 1      | 2,9    | 2      | 11,9   | 3      | 15,9   |
| Stadtrat ab 2024Insgesamt 18 Sitze - FWME: 6 - BfM: 4 - FDP: 1 - CDU: 3 - AfD: 4 | SPD                       | –      | –      | 1      | 5,7    | –      | –      |
| Stadtrat ab 2024Insgesamt 18 Sitze - FWME: 6 - BfM: 4 - FDP: 1 - CDU: 3 - AfD: 4 | Linke                     | –      | –      | –      | –      | 1      | 7,5    |
| Stadtrat ab 2024Insgesamt 18 Sitze - FWME: 6 - BfM: 4 - FDP: 1 - CDU: 3 - AfD: 4 | Grüne                     | –      | –      | –      | –      | –      | 2,2    |
| Stadtrat ab 2024Insgesamt 18 Sitze - FWME: 6 - BfM: 4 - FDP: 1 - CDU: 3 - AfD: 4 | Wahlbeteiligung           | 69,0 % | 69,0 % | 62,8 % | 62,8 % | 49,7 % | 49,7 % |

### Bürgermeister
Bürgermeister seit Juni 2022 ist Toni Meinel (parteilos). Seine Amtsvorgänger waren Andreas Rubner (seit Juli 2015), parteilos, und zuvor Andreas Jacob (CDU).
| Wahl | Bürgermeister    | Vorschlag | Wahlergebnis (in %) |
| ---- | ---------------- | --------- | ------------------- |
| 2022 | Toni Meinel      | Meinel    | 60,8                |
| 2015 | Andreas Rubner   | Rubner    | 60,6                |
| 2008 | Andreas Jacob    | CDU       | 97,4                |
| 2001 | Karl-Heinz Hoyer | FW        | 89,7                |

### Städtepartnerschaften
- Heusweiler im Saarland

## Kultur und Sehenswürdigkeiten

### Museen

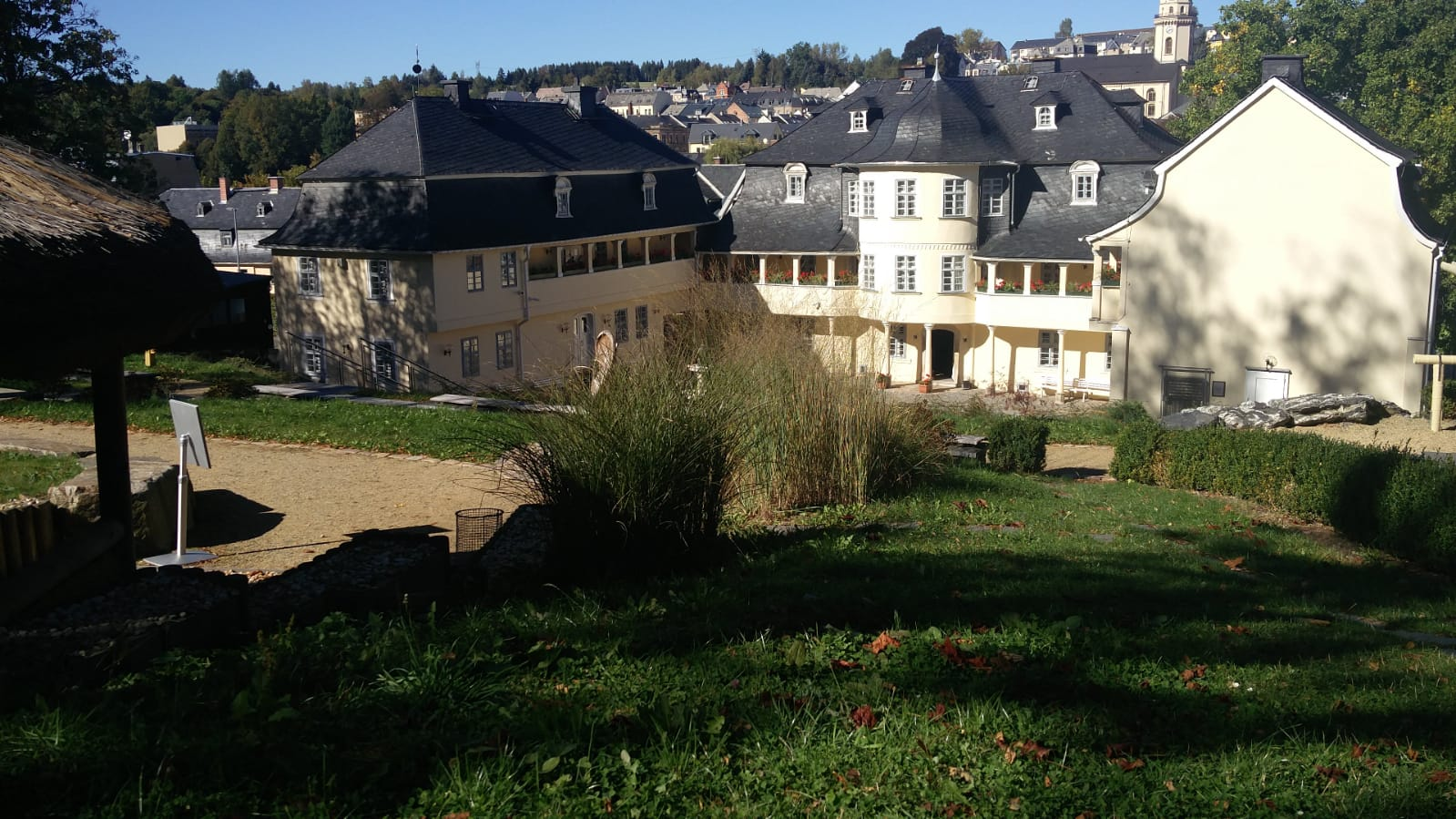
Musikinstrumenten-Museum

- Das Musikinstrumenten-Museum Markneukirchen wurde 1883 von dem Lehrer und Organisten Paul Otto Apian-Bennewitz gegründet. In dieser Zeit blühte der Orchesterinstrumentenbau im Musikwinkel durch den Handel mit vielen Ländern Europas und den USA. Der Gründer des Museums beabsichtigte eine Lehrstätte für die einheimischen Instrumentenbauer zu schaffen und Musikinstrumente aller Länder der Erde aufzunehmen. Über 6500 Exponate aus Europa, Asien, Afrika, Amerika und Australien gehören zum Bestand der Sammlung, aber der Schwerpunkt liegt auf der einheimischen Herstellung. Zahlreiche Unikate und Kuriositäten beleben die Sammlung, die durch die Darstellung des Instrumentenbaus vom 17. Jahrhundert bis zur Gegenwart in ihrer Art einmalig ist. In den vergangenen 60 Jahren haben über 3 Millionen Personen das Museum besucht.
- Das im Juli 2007 eröffnete Framus-Museum würdigt eine Erfolgsgeschichte der deutschen Wirtschaft nach dem Zweiten Weltkrieg. In den 1950er und 1960er Jahren erlangte die Marke Framus mit Sitz im fränkischen Bubenreuth weltweites Renommee, bis Ende der 1970er Jahre die Firma in Konkurs ging. Musiker wie Attila Zoller, Volker Kriegel, Bill Lawrence, Jan Akkerman, Bill Wyman von den Rolling Stones und John Lennon von den Beatles spielten auf Gitarren bzw. Bässen dieses deutschen Musikinstrumentenherstellers. In einer renovierten und umgebauten Gründerzeitvilla werden auf drei Etagen 200 Instrumente der einst größten Gitarrenfabrik Europas präsentiert. Das Museum ist derzeit (Stand: August 2020) geschlossen.[24]
- In den Schauwerkstätten Musikinstrumentenbau der Musikschule werden traditionelle Techniken des Baus von Saiten- und Blechblasinstrumenten vorgeführt.[25]
- Das Obervogtländische Dorfmuseum Erlbach wurde am 3. Oktober 1992 am heutigen Standort, der Lindenplatz 15 im Ortsteil Erlbach eröffnet. Die Sammlungen zur Ortsgeschichte und zum Erlbacher Musikinstrumentenbau sind in einem denkmalgerecht sanierten Blockhaus aus dem Jahre 1726 untergebracht. Der Fundus existierte bereits seit 1975, als eine „Heimatstube“ an einer anderen Stelle im Ort von einer Kulturbundgruppe ins Leben gerufen wurde.[26][27]
- Eine Vielzahl Mechanischer Musikautomaten zeigt Hüttels Musikwerk-Ausstellung im Ortsteil Wohlhausen. Zu sehen sind dort Orchestrions, Karussellorgeln, Flötenuhren, Grammophone und vieles mehr.
- Im Ortsteil Landwüst befindet sich das Vogtländische Freilichtmuseum Landwüst. Dort wird die Arbeits- und Lebensweise der ländlichen Bevölkerung im Oberen Vogtland dargestellt. Zu besichtigen sind mehrere Gebäude, die zum Teil in der Zeit vor 1800 entstanden sind.
- Im Ortsteil Eubabrunn befindet sich das Vogtländische Freilichtmuseum Eubabrunn.

### Musik
Durch die in Markneukirchen stattfindenden Internationalen Instrumentalwettbewerbe (Musiktage) kommen alljährlich junge Musiker in das Zentrum des deutschen Orchesterinstrumentenbaus. Auf Beschluss des Stadtrates von Markneukirchen vom 12. Dezember 2002 wurde der studierte Orchestermusiker, Musiklehrer, langjährige Direktor der Musikschule Markneukirchen und Dirigent des Sinfonieorchesters Wolfgang Wolfert „aufgrund seines jahrzehntelangen, verdienstvollen Wirkens als Musikpädagoge und Dirigent des städtischen Sinfonieorchesters“ am 15. März 2003 zum Stadtmusikdirektor ernannt. Er folgt damit dem Musiklehrer, Komponisten und Arrangeur Albrecht Herrmann, dem diese Ehre als ersten Dirigenten nach 1990 zuteilwurde. Zum neuen Stadtmusikdirektor wurde im März 2017 der Markneukirchener Gymnasiallehrer, Musikwissenschaftler und Orchesterdirigent Enrico Weller ernannt. Somit gibt es erstmals in der Geschichte Markneukirchens zwei Persönlichkeiten, die diesen Titel gleichzeitig tragen.

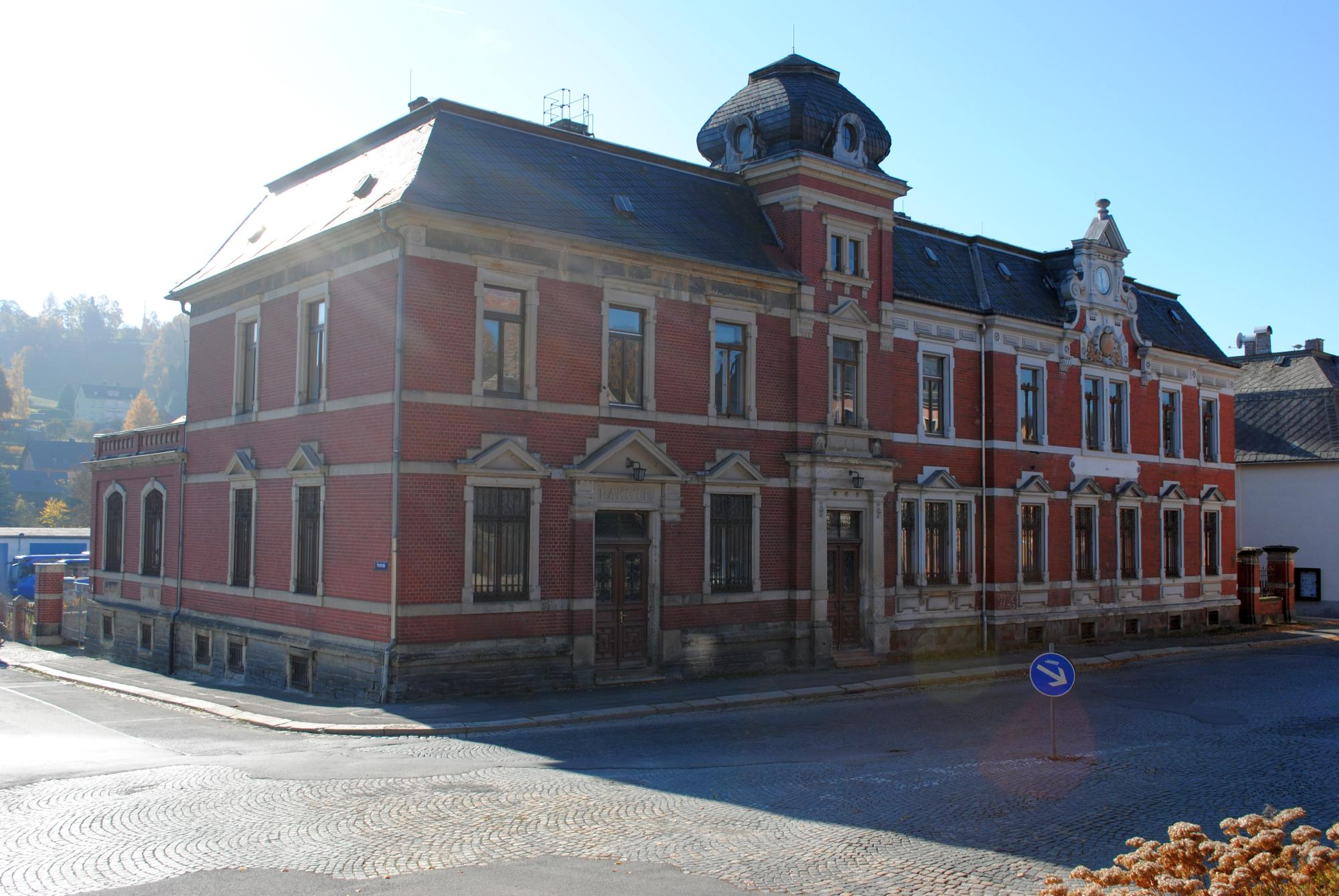
Gebäude des ehemaligen kaiserlichen Postamts

### Bauwerke

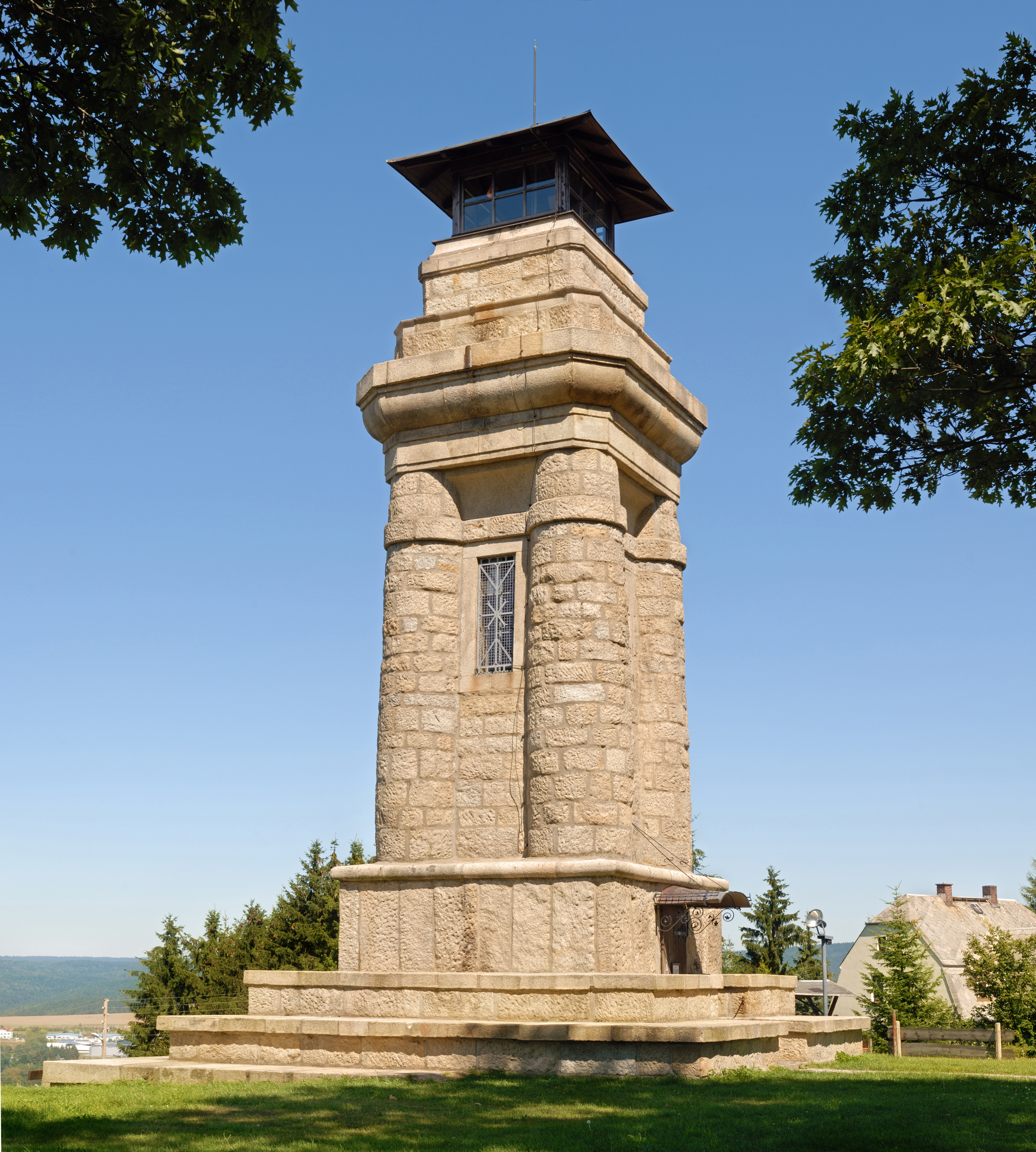
Bismarckturm

Hohe Straße/Unterer Markt mit Kirche und altem Amtsgericht

- Die neuromanische evangelisch-lutherische St.-Nicolai-Kirche befindet sich im Zentrum der Stadt am Markt. Ihr Bau begann 1842 nach Plänen von Ernst Hermann Arndt, einem Schüler von Gottfried Semper. 1848 erfolgte die Kirchenweihe. Im Zuge der damaligen Neugestaltung der Innenstadt und des Marktplatzes nach dem großen Stadtbrand von 1840 wurde auf die Ostung der Kirche verzichtet. Der 56 Meter hohe Kirchturm mit dem Haupteingang zeigt nach Osten, zum Marktplatz hin, der Altar befindet sich auf der gegenüberliegenden Westseite. Die Kirche beherbergt die größte, noch fast vollständig erhaltene Schulze-Orgel in Deutschland und die einzige in Sachsen. Regelmäßig finden dort Konzerte statt.

- Ebenfalls am Markt gegenüber der Kirche steht das Alte Amtsgericht. Die Grundsteinlegung für den nach dem Stadtbrand zunächst als neues Rathaus konzipierten neuromanischen Bau erfolgte 1843. Bereits 1852 erwarb es das Königreich Sachsen zur Nutzung als Amtsgericht. Heute wird das Gebäude als Ärztehaus von 3 Allgemeinmedizinern, einer Kinderärztin, einer Physiotherapheutischen Praxis sowie einer Apotheke genutzt.[28]

- Auf dem Oberen Berg in Markneukirchen befindet sich einer der Bismarcktürme Sachsens. Er wurde im Jahr 1900 nach dem Entwurf Götterdämmerung des Dresdner Architekten Wilhelm Kreis errichtet und wird als Aussichtsturm benutzt. Der Aufstieg bis zur verglasten Aussichtsplattform des 14 Meter hohen Turmes erfolgt auf 58 Stufen.

- Das sogenannte Paulus-Schlösschen am Bienengarten ist ein spätbarockes Wohnhaus, das den großen Stadtbrand 1840 überdauerte. Seit 1942 beherbergt es das Musikinstrumenten-Museum Markneukirchen.
- Die Villa Merz in der Adorfer Straße wurde 1900–1903 im Jugendstil von dem Fabrikanten Curt Merz erbaut.[29] Heute ist sie Sitz des Studienganges Musikinstrumentenbau der Westsächsischen Hochschule Zwickau (FH), Fachbereich Angewandte Kunst Schneeberg.
- In der 1898 errichteten Villa Brehmer befindet sich das Framus-Museum.
- Einem bretonischen Schlösschen nachempfunden ist die 1896 errichtete Villa Stark. Sie beherbergt ein Kinderheim.

### Naturschutz
- Siehe auch: Liste der Naturdenkmale in Markneukirchen

### Sport

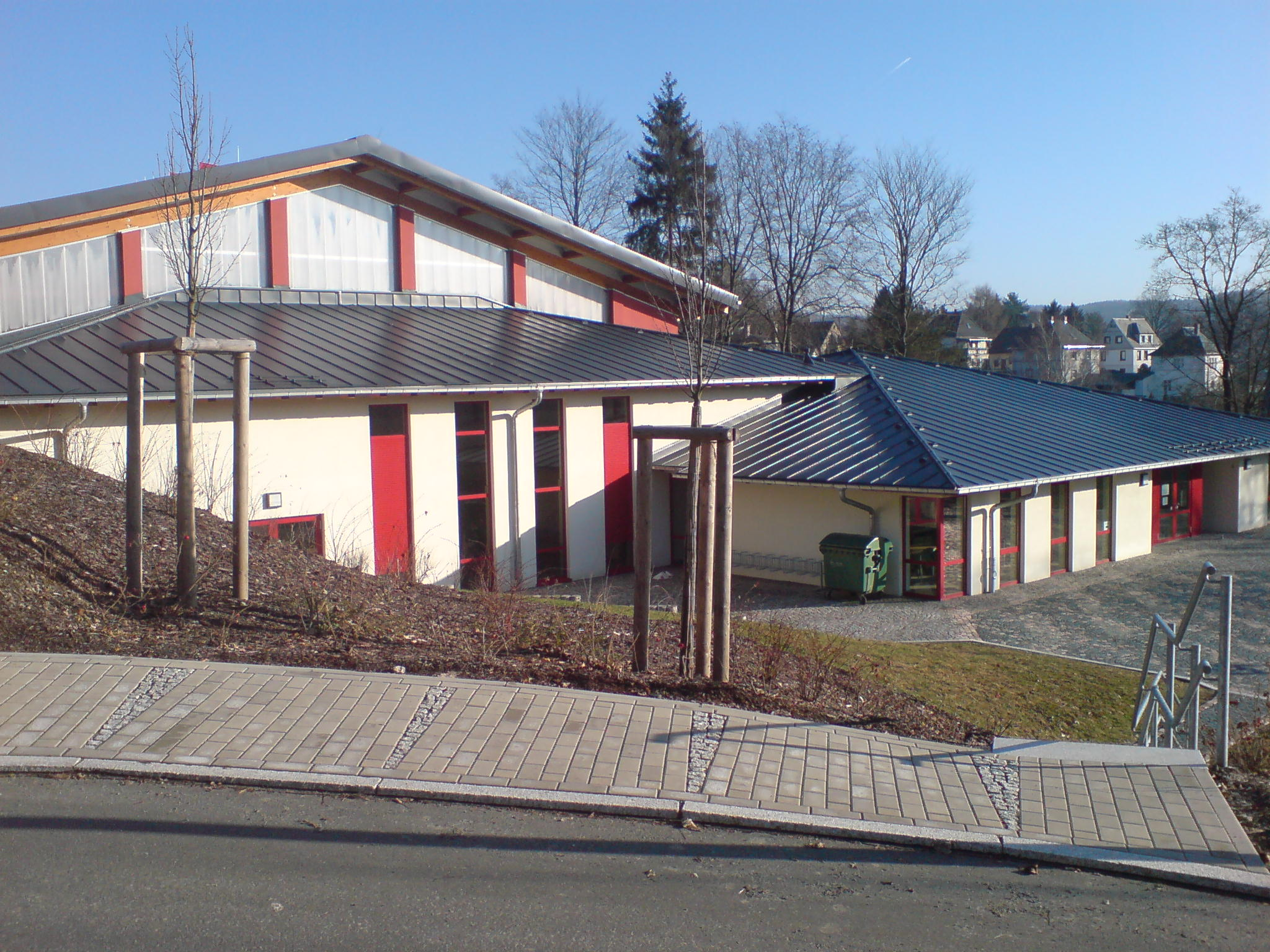
Neue Zweifeld-Sporthalle

Markneukirchen verfügt über zwei Fußballplätze, zwei Sporthallen, von denen eine erst 2007 fertiggestellt wurde sowie ein Freibad (welches im Sommer 2013 renoviert wurde) mit 10-Meter Sprungturm.
In mehreren Vereinen kann Sport getrieben werden:
- Ringerverein AV Germania e. V., kämpft derzeit in der 2. Bundesliga Nord des Deutschen Ringer-Bundes. In der Saison 2009/10 war der damalige AV Germania 06 in der Ringer-Bundesliga und belegte dort den fünften Platz in der Staffel Ost
- Fußballverein SC Markneukirchen
- CVM-Markneukirchen (Volleyball)
- Breitensportverein SG Neptun Markneukirchen (Akrobatik, Handball, Kegeln, Volleyball, Allgemeine Sportgruppe)
- Judoverein
- Tennisclub
- Freizeit-Sport-Verein
- Schachverein SV Markneukirchen
- Ju-Jutsu Team Markneukirchen

## Wirtschaft und Infrastruktur

### Verkehr

Bahnhof Markneukirchen (Stadt) um 1910

Markneukirchen liegt an der Bundesstraße 283, die von Adorf/Vogtl. über Klingenthal ins Erzgebirge nach Aue führt.
Nach Stilllegung der Bahnhöfe in Markneukirchen (1975) und Siebenbrunn (2012) ist nun der nächstgelegene Bahnhof Adorf/Vogtland, knapp sechs Kilometer entfernt. Von Adorf nach Markneukirchen existiert eine auf die Züge abgestimmte Busverbindung.
Bereits in den 1850er Jahren gab es Pläne für eine Bahnverbindung, die auch Markneukirchen erschließen sollte. Die 1865 eröffnete Voigtländischen Staatseisenbahn Herlasgrün–Falkenstein–Ölsnitz–Eger führte aber schlussendlich weit an Markneukirchen vorbei. Auch beim Bau der Bahnstrecke Chemnitz–Adorf durch die Chemnitz-Aue-Adorfer Eisenbahn-Gesellschaft erhielt Markneukirchen keinen Bahnhof auf dem Stadtgebiet. Da sich die Stadt aber finanziell am Bahnbau beteiligte, erhielt der naheliegende Bahnhof auf Siebenbrunner Flur den Namen Markneukirchen. 1909 wurde die Stichbahn Siebenbrunn–Markneukirchen eröffnet, an der Markneukirchen einen eigenen Bahnhof in Stadtmitte und einen Haltepunkt in der Nähe der Post erhielt. Diese Strecke wurde 1911 bis ins benachbarte Erlbach verlängert. Die Strecke wurde 1975 stillgelegt, der Bahnhof in Siebenbrunn wurde bis 2012 durch die Vogtlandbahn bedient.
Markneukirchen wird im vertakteten ÖPNV des Verkehrsverbunds Vogtland von folgenden Buslinien bedient:
Stand: 13. Februar 2022
| Linie | Endpunkte                 | Verlauf                   | Verkehrsunternehmen     | Klassifizierung |
| ----- | ------------------------- | ------------------------- | ----------------------- | --------------- |
| 30+   | Bad Elster ↔ Klingenthal  | Adorf – Markneukirchen    | Plauener Omnibusbetrieb | PlusBus         |
| 31    | Markneukirchen ↔ Erlbach  |                           | Plauener Omnibusbetrieb | StadtBus        |
| 32    | Markneukirchen ↔ Landwüst | Wernitzgrün – Schönlind   | Plauener Omnibusbetrieb | RufBus          |
| 33    | Markneukirchen ↔ Wohlbach | Siebenbrunn – Breitenfeld | Plauener Omnibusbetrieb | RufBus          |
| 93    | Schöneck ↔ Bad Elster     | Markneukirchen – Adorf    | Plauener Omnibusbetrieb | TaktBus         |

### Ansässige Unternehmen
- Markneukirchen wird als Zentrum des Orchesterinstrumentenbaus bezeichnet, viele Arten von Musikinstrumenten werden in vielen kleinen Familienbetrieben und einigen Mittelstandsbetrieben gefertigt:
  - Markneukirchen ist Sitz der Warwick GmbH & Co Music Equipment KG. Das Unternehmen stellt E-Bässe, E-Gitarren der Marke Framus und Verstärker her.
  - Buffet Crampon Deutschland GmbH stellt industriell Holz- und Blechblasinstrumente her.
  - F. Arthur Uebel GmbH stellt industriell Klarinetten deutschen und französischen Systems her.
  - Gebrüder Mönnig Holzblasinstrumente GmbH ist eine Manufaktur zur Herstellung von Oboen, Klarinetten und Fagotten.
  - Rolf Meinel, Wernitzgrün, ist eine Manufaktur zur Herstellung von Klarinetten deutschen Systems.
  - Metallblasinstrumente sowie Mundstücke jeglicher Art werden seit mehr als 170 Jahren in der Firma Werner Chr. Schmidt angefertigt.
  - Mechaniken für Musikinstrumente werden in der Thomas Rubner GmbH Markneukirchen gefertigt.
  - Unter der Marke Musima wurden in der DDR vor allem Zupfinstrumente in Massenproduktion hergestellt.
  - Rohema, ältester Taktstockhersteller der Welt
- Das Prägewerk Markneukirchen (VEB Präwema) fertigte bis 1990 die meisten Orden und Abzeichen der DDR. Heute werden hier unter dem Namen Praegewerk Markneukirchen GmbH Anstecker und ähnliche Werbeträger gefertigt.[30]
- Der Automobilzulieferer Automotive Interior World betreibt ein Werk zur Produktion von Interieur-Bauteilen.
- Firma Catgut GmbH, einer der ältesten Hersteller chirurgischen Nahtmaterials in Deutschland.

### Rundfunk
- Rundfunksender Markneukirchen. Zu DDR-Zeiten existierte ein Mittelwellensender, der auf 1089 kHz und 1341 kHz mit je 1 kW ERP auf Sendung war.

## Bildung

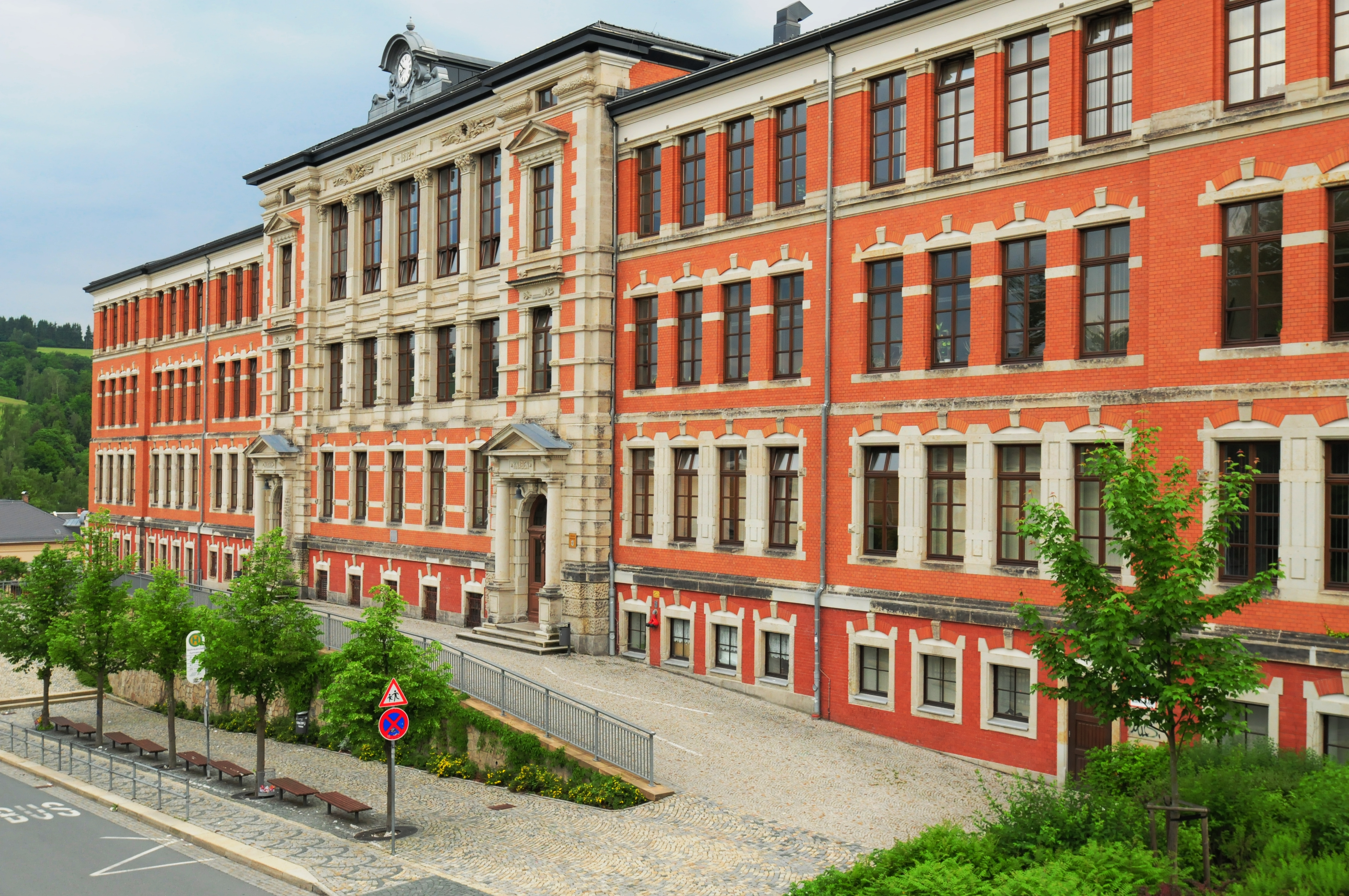
Gymnasium Markneukirchen

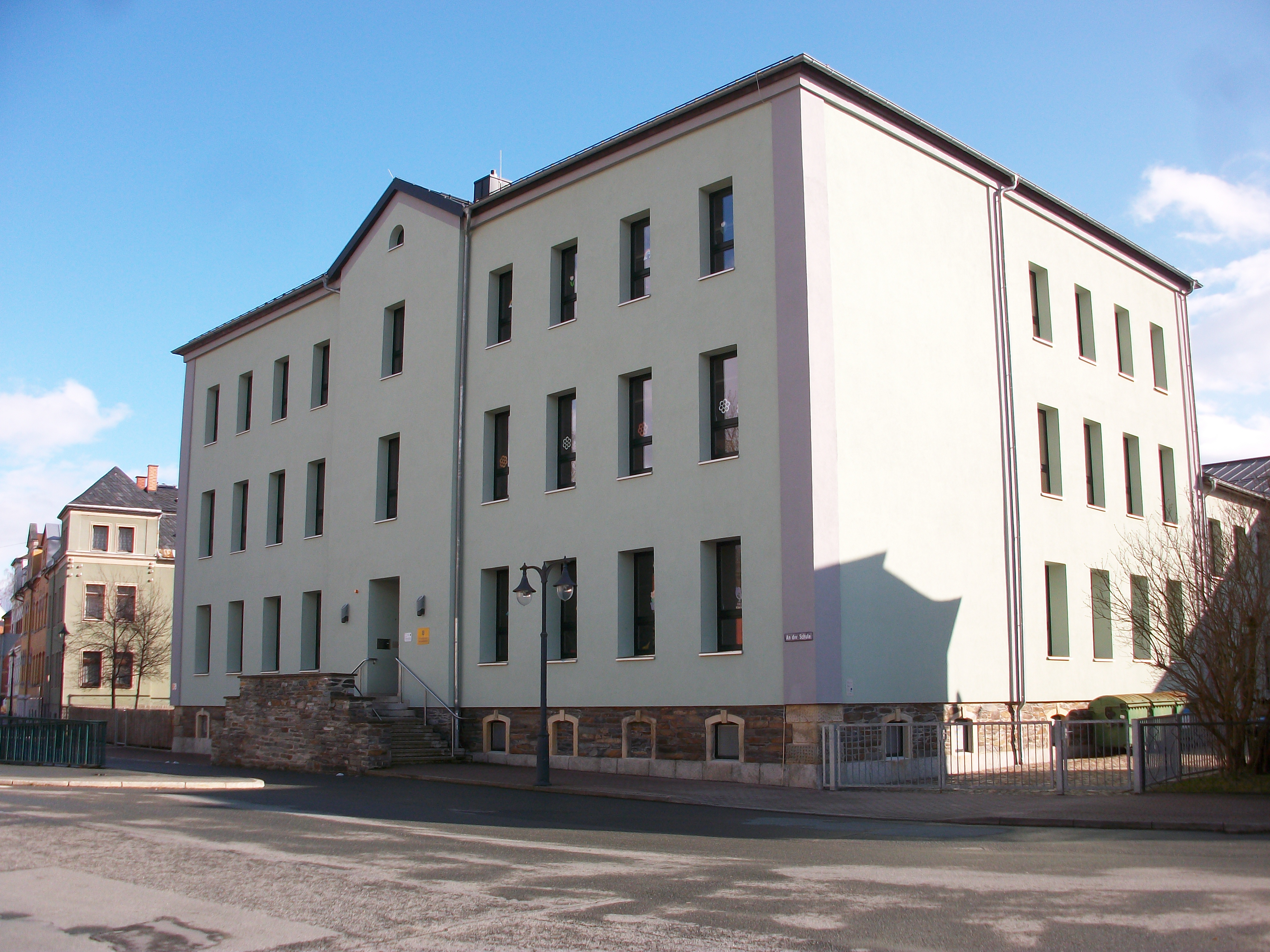
Grundschule Markneukirchen in Erlbach/Vogtl.

- In der Villa Merz kann der Studiengang Musikinstrumentenbau Markneukirchen der Westsächsischen Hochschule Zwickau (FH) (Fachbereich Angewandte Kunst Schneeberg) besucht werden.
- Das städtische Gymnasium Markneukirchen mit musisch-künstlerischem, naturwissenschaftlichem und gesellschaftswissenschaftlichem Profil ist für kulturelle Höhepunkte, wie Musicals, im Oberen Vogtland bekannt. Es eröffnete 1992.
- Die Grundschule Markneukirchen befindet sich im Gebäude der ehemaligen Mittelschule in Erlbach/Vogtl.
- Musikalisch können sich interessierte Bürger, Jugendliche und vor allem Kinder in der Musikschule Reinhold Glier qualifizieren. Diese fördert vor allem den Nachwuchs für die zahlreichen Ensembles der Stadt, so das Symphonie- und das Blasorchester der Stadt, das Handwerkerorchester Migma, das Jugendblas- und Symphonieorchester und zahlreiche Laienensembles.
- Das Förderschulzentrum „Oberes Vogtland“ betreibt in Markneukirchen den Schulteil Lernförderung und den Schulteil zur geistigen Entwicklung.[31]
- Heimatverein Markneukirchen e. V., Der am 24. Februar 1991 gegründete Verein[32] gibt mehrere Printprodukte heraus, darunter den seit 1994 erscheinenden Neikirnger Heimatbote.[33]